# Gettómilliomos
A Gettómilliomos (eredeti cím: Slumdog Millionaire) 2008-ban bemutatott angol filmdráma, melyet Danny Boyle rendezett. A forgatókönyvet Vikas Swarup regénye alapján Simon Beaufoy írta. A főszerepben Dev Patel és Freida Pinto látható.
A film a 2009-es Oscar-díj átadón elnyerte a legjobb filmnek járó díjat és további 7 kategóriában diadalmaskodott.

## Cselekmény
A Legyen Ön is milliomos! tévévetélkedő indiai változatában egy fiatal fiú a milliós kérdéseket ostromolja és mindegyikre tudja a helyes választ. Jamal gyanúsan éles elméje mögött a műsor készítői csalást sejtenek, így – a kényszervallatás brutális eszköztárát sem nélkülözve – részletes magyarázatot követelnek a versenyzőtől. A kérdések közbeni visszaemlékezésekben feltárul a mai India nyomorúsága és egy testvérpár emberi küzdelme az életben maradásért.
Jamal és Salim korán árvaságra jutnak, innentől kezdve magukra vannak utalva, senkire sem számíthatnak. Találkoznak a szintén árva Latikával, akit egy menekülés során elveszítenek. Jamalnak azonban később több ízben is sikerül felkutatnia őt a sok milliós Mumbai forgatagában.
Életük során az idősebb testvér, Salim inkább az erőszakot és az ezzel szerezhető sok pénzt választja, míg Jamal számára gyermekkori szerelme, Latika megtalálása a legfontosabb.
A vetélkedő konkrét kérdései kapcsán felvillan múltjuk egy-egy darabja. A helyes válaszokra nem könyvek és tanárok, hanem az élet kemény iskolája tanította meg Jamalt. Megtudjuk például, hogy a gyermekként koldulni kényszerülő fiú egy alkalommal egy százdolláros bankjegyet kapott egy amerikai turistától, így tudja, hogy a bankón Benjamin Franklin arcképe szerepel. Arra a kérdésre azonban nem tudna válaszolni, hogy ki szerepel az ezerrúpiás bankjegyen, Jamal ugyanis még életében nem látott olyat.
A film a dokumentarista, drámai stílus, a romantika és a könnyedebb humor sajátos elegye.
A film betétdalát A. R. Rahman és a Pussycat Dolls adja elő Jai Ho (You are my Destiny) címmel. A Jai Ho hindi nyelven annyit jelent: Győzedelmeskedj!

## Szereplők
| Szereplő                 | Színész               | Magyar hangok   |
| ------------------------ | --------------------- | --------------- |
| Jamal Malik              | Dev Patel             | Molnár Levente  |
| Jamal kisgyerekként      | Ayush Mahesh Khedekar | eredeti nyelven |
| Jamal nagyobb gyerekként | Tanay Chheda          | Czető Ádám      |
| Latika                   | Freida Pinto          | Tompos Kátya    |
| Salim                    | Madhur Mitta          | Géczi Zoltán    |
| Prem Kumar               | Anil Kapoor           | Fekete Ernő     |
| Srinivas őrmester        | Saurabh Shukla        | Csuja Imre      |
| Maman                    | Ankur Vikal           | Huszár Zsolt    |
| Javed                    | Mahesh Manjrekar      | Besenczi Árpád  |
| rendező                  | Raj Zutshi            | Hannus Zoltán   |
| rendőrfelügyelő          | Irfán Khán            | Kardos Róbert   |

## Fontosabb díjak és jelölések
Oscar-díj (2009)
- díj: legjobb film – Christian Colson
- díj: legjobb rendező – Danny Boyle
- díj: legjobb adaptált forgatókönyv – Simon Beaufoy
- díj: legjobb fényképezés – Anthony Dod Mantle
- díj: legjobb vágás – Chris Dickens
- díj: legjobb eredeti filmzene – A. R. Rahman
- díj: legjobb eredeti betétdal – A. R. Rahman, Sampooran Singh Gulzar: „Jai Ho”
- díj: legjobb hang – Ian Tapp, Richard Pryke, Resul Pookutty
- jelölés: legjobb eredeti betétdal – A. R. Rahman, Maya Arulpragasam: „O Saya”
- jelölés: legjobb hangvágás – Tom Sayers, Glenn Freemantle

Golden Globe-díj (2009)
- díj: legjobb film (dráma)
- díj: legjobb rendező – Danny Boyle
- díj: legjobb forgatókönyv – Simon Beaufoy
- díj: legjobb eredeti filmzene – A. R. Rahman

BAFTA-díj (2009)
- díj: legjobb film
- díj: legjobb rendező – Danny Boyle
- díj: legjobb operatőr – Anthony Dod Mantle
- díj: legjobb adaptált forgatókönyv – Simon Beaufoy
- díj: legjobb vágás – Chris Dickens
- díj: legjobb filmzene – A. R. Rahman
- díj: legjobb hang – Glenn Freemantle, Resul Pookutty, Richard Pryke, Tom Sayers, Ian Tapp
- jelölés: legjobb brit film
- jelölés: legjobb férfi főszereplő – Dev Patel
- jelölés: legjobb női mellékszereplő – Freida Pinto
- jelölés: legjobb díszlettervező – Mark Digby, Michelle Day